# Wels (motorfiets)
Wels is een Duits Duits historisch van motorfietsen.
De bedrijfsnaam was: Motorfahrzeuge Ing. G. Wels, Bautzen in Sachsen.
Ingenieur Wels begon in 1925 met de productie van motorfietsen. Voor veel Duitse merken was 1925 een slecht jaar omdat grotere merken geen inbouwmotoren meer leverden. Wels had dat probleem niet, want hij gebruikte 348cc-Kühne-motoren. Kühne leverde zelf geen motorfietsen, maar uitsluitend inbouwmotoren. Er werden ook Britse 490cc-JAP-motoren ingebouwd, maar desondanks eindigde de productie al in 1926.